# Библиандер, Теодор
Теодор Библиандер (нем. Theodor Bibiliander; 1505, Бишофсцелль — 26 сентября 1564, Цюрих) — швейцарский теолог, востоковед, лингвист.
Настоящая фамилия — «Бухманн» (нем. Buchmann), грецизмом которой является псевдоним «Библиандр».

## Биография
После учёбы в латинской школе в Цюрихе продолжил образование в 1526—1527 годах в Базеле. Особое внимание уделял изучению классических и семитских языков.
В 1527—1529 годах — преподаватель риторики и древнееврейского языка в Легнице.
В 1531 году вернулся в Цюрих, где стал профессором теологии вместо умершего Ульриха Цвингли.
Как лингвист в 1543 году подготовил к публикации Иоганном Опорином первое печатное издание Корана, основанное на латинском переводе Роберта Кеттонского.
Занимался толкованием Библии.
Умер в 1564 году от чумы.

## Публикации
- Institutionum grammaticarum de lingua Hebraea liber unus. — [Цюрих], 1535.
- De optimo genere grammaticorum Hebraicorum. — [Цюрих], 1542.
- Machumetis Saracenorum principis eiusque successorum vitae ac doctrina ipseque Alcoran. — [Базель], 1543; 1550. (, )
- Relatio fidelis. — [Базель], 1545.
- De ratione communi omnium linguarum et litterarum commentarius. — [Цюрих], 1548.
- De ratione temporum. — [Базель], 1551.
- Temporum a condito mundo usque ad ultimam ipsius aetatem supputatio. — [Базель], 1558.